# Norman Margolus
Norman H. Margolus (n. 1955) es un físico y teórico de la computación canadiense-estadounidense, reconocido por su trabajo en autómatas celulares y la computación reversible. Es un investigador asociado al Laboratorio de Ciencias de la Computación e Inteligencia Artificial del Instituto Tecnológico de Massachusetts.
Margolus fue uno de los organizadores de una reunión de investigación acerca de las conexiones entre la física y la teoría computacional, celebrada en la Isla Mosquito en 1982. Es conocido por inventar el autómata celular de bloque y la vecindad de Margolus, una partición para dicho tipo de autómatas, usado para desarrollar simulaciones de computadoras de bolas de billar en autómatas celulares. En la misma obra, Margolus también mostró que el modelo de bola de billar podría ser simulado por un autómata celular de segundo orden, un tipo de autómata celular inventado por su asesor de tesis, Edward Fredkin. Estas dos simulaciones fueron de los primeros autómatas celulares que eran reversibles (es decir, se puede determinar hacia el "futuro" o "pasado" sin ambigüedad) y universal (capaz de simular el funcionamiento de cualquier programa de computadora); esta combinación de propiedades es importante en la informática de baja energía, ya que se ha demostrado que la disipación de energía de los dispositivos de computación puede hacerse arbitrariamente pequeña, si y sólo si son reversibles. En relación con este tema, Margolus y su coautor Lev B. Levitin probaron el teorema de Margolus–Levitin demostrando que la velocidad de cualquier computador está limitado por las leyes fundamentales de la física al ser mayormente proporcional a su uso de la energía; esto implica que los computadores de energía ultra-baja deben ejecutarse más lentamente que los ordenadores convencionales.
Con Tommaso Toffoli, Margolus desarrolló el hardware simulador de autómatas celulares CAM-6, ampliamente descrito en su libro, en coautoría con Toffoli, Cellular Automata Machines (MIT Press, 1987), y con Tom Knight desarrolló la implementación en circuito integrado de la computación de bola de billar "Flattop". También ha realizado investigaciones pioneras sobre la puertas lógicas cuánticas reversibles necesarias para apoyar la computación cuántica.
Margolus recibió su Ph D. en física, en 1987 del MIT, bajo la supervisión de Edward Fredkin.